# Síndrome do nariz branco

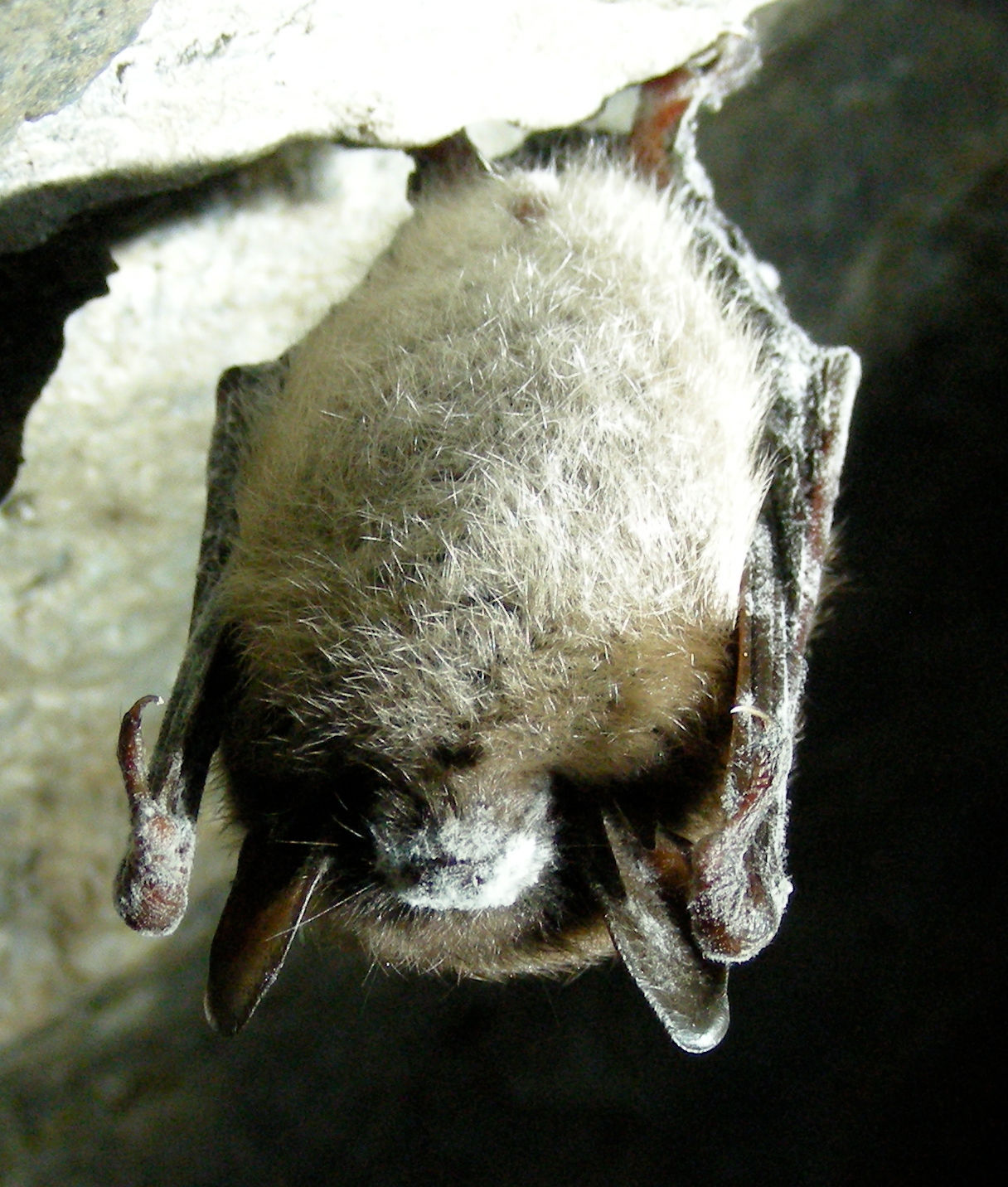
Morcego afetado.

A síndrome do nariz branco é uma doença pouco conhecida, associada à morte de 5,7 a 6,7 milhões de morcegos na América do Norte. A condição, assim denominada por um crescimento característico de fungos ao redor da boca e das asas dos morcegos durante a hibernação, foi identificada pela primeira vez em uma gruta no condado de Schoharie, Nova York, Estados Unidos, em fevereiro de 2006.
Espalhou-se rapidamente e, na primavera de 2010, a situação havia sido encontrada em mais de 115 grutas e minas, localizadas em sua maioria ao longo de Nordeste dos Estados Unidos, pelo sul até Alabama e no oeste de Missouri, além de quatro províncias canadenses.
De acordo com uma investigação feita em laboratório no final de 2011, a síndrome parece ser causada por um fungo chamado Geomyces destructans, no entanto não foi identificado nenhum tratamento ou meio de prevenção da transmissão. A taxa de mortalidade de algumas espécies tem sido observado em 95%.
O Serviço de Pesca e Vida Silvestre dos Estados Unidos tem pedido uma moratória nas atividades de espeleologia nas zonas afetadas e recomenda que qualquer roupa ou equipamento utilizados nessas áreas sejam descontaminados após cada uso. A Sociedade Espeleológica Nacional dos EUA (NSS) mantém uma página online atualizada com informações e notícias aos espeleólogos.

## Impacto

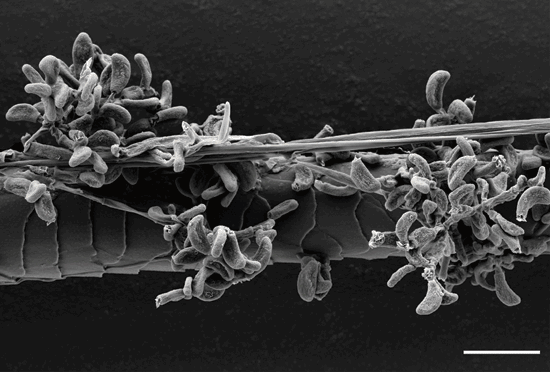
O fungo Geomyces destructans, causador da doença

O fungo Geomyces destructans cresce em temperaturas baixas, entre 4 a 15 °C. O fungo não suporta temperaturas acima dos 20 °C e parece estar mais adaptado a atacar aos morcegos que hibernam. Com a infecção, os morcegos acordam da letargia com alguma frequência, em um processo de hibernação temporária, o que provoca sintomas associados, como perda de gordura corporal, comportamento incomum em inverno (incluindo voo), dano e cicatrização nas membranas das asas e morte.
A doença apareceu pela primeira vez no noticiário em janeiro de 2007, após o relato de casos em algumas grutas do estado de Nova York. Outros casos foram registrados no ano de 2008 em grutas nos estados de Vermont, Massachusetts e Connecticut. No início de 2009, casos foram confirmados em Nova Hampshire, Nova Jersey, Pensilvânia, Virgínia Ocidental e, em março de 2010, na província de Ontário, no vizinho Canadá, e também no estado de Tennessee, nos EUA. Em fevereiro de 2012, novos casos foram reportados em Ohio.
A taxa de mortalidade de morcegos em algumas grutas tem superado 90%. A maioria das espécies tem sofrido colapso de suas populações, e há risco de uma rápida extinção de morcegos no nordeste dos EUA dentro de 20 anos, a partir da mortalidade associada à doença. No momento, há nove espécies de morcegos com infecção confirmada do Geomyces destructans - e ao menos cinco dessas espécies têm sofrido uma maior mortalidade. Uma das espécies em perigo de extinção nos Estados Unidos é o morcego-de-indiana, que teve seus hibernáculos afetados pela síndrome no estado de Nova York. A longo prazo, a redução das populações de morcegos poderá trazer impactos negativos para a agricultura.
Colônias de morcegos têm sido dizimadas nos Estados Unidos e no Canadá, e isso impacta também na agricultura. Um estudo de 2007 estimou que, como predadores de insetos, os morcegos exercem um papel equivalente a US $22,9 bilhões por ano (Boyles et al 2011). A mortandade de morcegos tem infligido um fardo econômico ao setor, que tem recorrido ao uso de pesticidas para o controle de insetos. Além disso, a doença traz um risco adicional ao morcego-orelhudo-da-virgínia (Corynorhinus townsendii virginianus), o morcego oficial do estado de Virginia, que já se encontra sob ameaça de extinção. Por outro lado, algumas espécies de morcegos parecem estar em processo de adaptação para frear a propagação da doença.